# بوب بورغس
بوب بورغس (بالإنجليزية: Bob Burgess)‏ هو لاعب اتحاد الرغبي نيوزلندي، ولد في 26 مارس 1949 في نيو بلايموث في نيوزيلندا.

## وصلات خارجية
- بوب بورغس عل موقع إسبنسكروم (الإنجليزية)